# Lista över offentlig konst i Sundsvall
Lista över offentlig konst i Sundsvall är en ofullständig förteckning över utomhusplacerade skulpturer och annan offentlig konst i tätorten Sundsvall.

## Offentlig konst utomhus
Konstverk som finns på offentliga platser utomhus i olika stadsdelsområden inom tätorten Sundsvall.

### Bergsåker
| Titel       | Konstnär(er) | Årtal | Beskrivning                                       | Typ - material                  | Plats Koordinater                            | Bild |
| ----------- | ------------ | ----- | ------------------------------------------------- | ------------------------------- | -------------------------------------------- | ---- |
| Okänd titel | Okänd        |       | Rondellutsmyckning med hästsiluetter i cortenplåt | rondellgestaltning - cortenplåt | Travrondellen, väg 86/622 62.41189, 17.23286 |      |

### Bosvedjan
| Titel    | Konstnär(er) | Årtal | Beskrivning | Typ - material                           | Plats Koordinater                     | Bild        |
| -------- | ------------ | ----- | --- | ---------------------------------------- | ------------------------------------- | ----------- |
| Rullting | Ilhan Koman  | 1971  | Cirkulära block av betong med sten i olika färger placerade på flera ställen nära amfiteatern vid Bosvedjans kyrka. | skulptural gestaltning - betong med sten | Bosvedjans centrum 62.41929, 17.33585 | Fler bilder |

### Granloholm
| Titel                      | Konstnär(er)          | Årtal | Beskrivning                                                               | Typ - material                    | Plats Koordinater                                                           | Bild |
| -------------------------- | --------------------- | ----- | ------------------------------------------------------------------------- | --------------------------------- | --------------------------------------------------------------------------- | ---- |
| När skönheten kom till byn | Sven Lundqvist        | 1985  |                                                                           | skulpturgrupp - brons och sten    | Granloholms centrum 62.41148, 17.26972                                      |      |
| Skvadern                   | Unni Brekke Widenfalk | 1994  | En skvader i brons.                                                       | skulptur - brons                  | Nynäshamnsvägen 25 i Östra Granloholm 62.4111, 17.2833                      |      |
| Okänd titel                | Karin Hansson         | 1989  | Lekskulptur i betong som ser ut som två stora trästockar med barken kvar? | lekskulptur - akrylbemålad betong | Rondellens förskola, Landskronavägen 1, Östra Granloholm 62.40727, 17.27484 |      |

### Haga
| Titel              | Konstnär(er)          | Årtal | Beskrivning | Typ - material               | Plats Koordinater                                                    | Bild            |
| ------------------ | --------------------- | ----- | --- | ---------------------------- | -------------------------------------------------------------------- | --------------- |
| Cirkeln            | Björn Fjellström      | 1998  | | skulptur - granit            | Åldreboendet Solhaga, Geijergatan 5 62.40795, 17.3299                |                 |
| Hardback           | Nina Saunders         | 2000  | fåtölj i betong | sittskulptur - betong        | Sundsvalls vårdhem, Baldersvägen 74 62.40194, 17.32167               |                 |
| Hollyball          | Lars Widenfalk        | 2014  | Siluett av man och kvinna utskuren ur ett granitblock så att man kan se igenom det. Ovanpå ser man överdelen av ett klot som ska symbolera en boll och jorden. |                              | Hagaskolan koordinater saknas                                        |                 |
| Mor och barn       | Curt Thorsjö          | 1963  | | Skulptur - brons             | Tivoliparken (Norrlidsgatan 5) 62.39646, 17.32093                    |                 |
| Pojke med skepp    | Marcus Lövblad        | 1998  | | staty - brons                | På gräsytan vid korsningen Västergatan/Hagavägen. 62.39831, 17.32206 | Pojke med skepp |
| Rummet             | Björn Fjellström      | 1998  | | skulptur - granit            | Åldreboendet Solhaga, Geijergatan 5 62.4078, 17.32982                |                 |
| Skalbagge          | Lena Andersson        | 1994  | Skalbagge i glaserad keramik placerad på fasaden nedanför husnumret vid ingången till Tomtegränd 5 A.                                                          | fasadverk - glaserad keramik | Servicehuset Tomtegränd, Tomtegränd 5 A 62.39955, 17.32264           | Skalbagge       |
| Snäckfågel         | Eric Grate            | 1966  | | skulptur - brons             | Basgränd 7, Trafikgatan 1 A 62.39675, 17.33301                       | Fler bilder     |
| Tornet             | Björn Fjellström      | 1998  | | skulptur - granit            | Åldreboendet Solhaga, Geijergatan 5 62.40734, 17.33016               |                 |
| Tyglad kraft       | Eric Elfwén           | 1967  | | fasadverk - koppar           | Institutsvägen 2 62.40403, 17.31782                                  |                 |
| Ventilationstrumma | Aston Forsberg        | 1969  | | skulptur - cortenstål        | Baldersvägen 15 62.3987, 17.3127                                     |                 |
| Otyglad slinga     | C-Stefan Ahlenius     | 2002  | | fontänrelief                 | Lindgårdens huvudentré 62.40658, 17.31661                            |                 |
| Vandraren          | Unni Brekke Widenfalk | 1994  | |                              | Tomtegränd 5 (Tomtegränds servicehus) koordinater saknas             |                 |

### Heffners-Ortviken
| Titel       | Konstnär(er) | Årtal | Beskrivning               | Typ - material             | Plats Koordinater                                | Bild |
| ----------- | ------------ | ----- | ------------------------- | -------------------------- | ------------------------------------------------ | ---- |
| Okänd titel | Lars Englund | 1988  | Målning på emaljerad plåt | fasadverk - emaljerad plåt | Tivoliverken, Heffnersvägen 3 62.39472, 17.31959 |      |
| Fyr         | David Taylor | 2018  |                           | skulptur - sten och betong | 62.393, 17.318                                   |      |
| Vindros     | Ebba Bohlin  | 2016  |                           | skulptur - aluminium       | 62.393, 17.321                                   |      |

### Inre hamnen
| Titel   | Konstnär(er)     | Årtal | Beskrivning | Typ - material   | Plats Koordinater                   | Bild        |
| ------- | ---------------- | ----- | --- | ---------------- | ----------------------------------- | ----------- |
| Gryning | Linnéa Jörpeland | 2009  | En ängel drar undan nattens gardin och släpper fram den nya dagens ljus. Konstverket ingår i den konstnärliga gestaltningen Skeenden med tre skulpturer i brons.           | skulptur - brons | Nya hamngatan 19 62.39057, 17.32056 | Fler bilder |
| Mötet   | Linnéa Jörpeland | 2009  | Ett möte mellan en katt och en man i kattdräkt. Konstverket ingår i den konstnärliga gestaltningen Skeenden med tre skulpturer i brons.                                    | skulptur - brons | Nya hamngatan 15 62.39075, 17.31948 | Fler bilder |
| Spår    | Linnéa Jörpeland | 2009  | En blöt hund kring vilken det är fullt med våta tassavtryck i plattorna på marken. Konstverket ingår i den konstnärliga gestaltningen Skeenden med tre skulpturer i brons. | skulptur - brons | Nya hamngatan 21 62.38989, 17.3211  | Fler bilder |

### Nacksta
| Titel           | Konstnär(er)  | Årtal | Beskrivning | Typ - material        | Plats Koordinater                                 | Bild |
| --------------- | ------------- | ----- | ----------- | --------------------- | ------------------------------------------------- | ---- |
| Gestalt i storm | Bror Marklund | 1972  |             | skulptur - brons      | Nacksta centrum 62.39145, 17.26205                |      |
| Partikmosaik    | Johan S. Berg | 1955  |             | fasadmålning - mosaik | Sankt Olofsskolan, Bergsgatan 93 62.3884, 17.2787 |      |
| Stående pojke   | Sten Ericson  | 1944  |             | skulptur - brons      | Vinkeltået 1 62.39035, 17.26926                   |      |
| Okänd titel     | Okänd         | 1964  |             |                       | Bultgatan 12 koordinater saknas                   |      |

### Norrmalm
| Titel                                         | Konstnär(er)                               | Årtal       | Beskrivning | Typ - material                                          | Plats Koordinater                                                | Bild                         |
| --------------------------------------------- | ------------------------------------------ | ----------- | --- | ------------------------------------------------------- | ---------------------------------------------------------------- | ---------------------------- |
| Atthagarót                                    | Sigurdur Gudmundsson                       | 1988 (1992) | Svart kantig bronsskulptur med tegel vid dess fot. | skulptur - brons, tegel, cement, glas                   | Norrmalmsparken 62.39277, 17.30519                               | Fler bilder                  |
| Herkules och tjuren                           | Carl Frisendahl                            | 2012        | | skulptur - brons                                        | Badhusparken 62.39278, 17.29917                                  | Herkules och tjuren          |
| Hjalmar Branting                              | Tore Strindberg                            | 1947        | Porträttbyst i sten över Hjalmar Branting | byst - sten                                             | Folkets parks innergård, Fabriksgatan 22 62.39628, 17.28873      |                              |
| Lejon och vildsvin                            | Carl Frisendahl                            | 2012        | | skulptur - brons                                        | Badhusparken 62.39306, 17.29667                                  | Lejon och vildsvin           |
| Lek med bollar                                | Pierre Olofsson                            | 1966        | | fasadmålning - fasadputs                                | Sport- och simhallen vid Universitetsallén 11 62.39425, 17.29086 | Lek med bollar               |
| Liggande kvinna                               | Carl Frisendahl                            | 2012        | | skulptur - brons                                        | Badhusparken 62.39306, 17.29583                                  | Liggande kvinna              |
| Ljuspartitur                                  | Mats Olofsgör                              | 2003        | Fyra vanliga belysningsstolpar som spelar ljusspel ("partitur") när det är mörkt ute. | ljusspel - belysningsstolpar                            | Västermalmsskolan, Universitetsallén 17 62.395, 17.28083         |                              |
| Näcken                                        | Carl Frisendahl                            | 2012        | | skulptur - brons                                        | Badhusparken 62.39272, 17.29934                                  | Näcken                       |
| Per Albin Hansson                             | Okänd                                      | 1950        | Porträttbyst i sten över Per Albin Hansson. | byst - sten                                             | I parken intill Tonhallen, Fabriksgatan 22 62.39644, 17.28937    |                              |
| Samspelet                                     | Unni Brekke Widenfalk                      | 1995        | | skulptur - brons och granit                             | Metropol, intill Västermalmsrondellen 62.39706, 17.27941         |                              |
| Sittande vildsvin                             | Carl Frisendahl                            | 1992        | Skulptur i brons över ett sittande vildsvin. | skulptur - brons                                        | Badhusparken 62.39276, 17.29978                                  | Sittande vildsvin            |
| Träskulptur                                   | Lotta Boholm-Wall                          | 2002        | |                                                         | Selångersån koordinater saknas                                   |                              |
| Okänd titel                                   | Okänd                                      |             | |                                                         | Fabriksgatan 22 (Folkets park) koordinater saknas                |                              |
| Okänd titel Även känd som: Skvaderrutschkanan | Okänd                                      |             | En enorm rutschkana i form av en skvader | lekskulptur - trä                                       | Norra Berget 62.4004, 17.29658                                   |                              |
| Systrar                                       | Rudolf Abrahamsson                         | 1957        | Fasadverk i serponitputs. | fasadverk - serponitputs                                | Norrmalmsgatan 10 C 62.39424, 17.30459                           | Fler bilder                  |
| Vad har de för sig där inne?                  | Mats Eriksson                              | 1980        | En man har klättrat upp på en stege för att lättare kunna se något. En annan man står nedanför med händerna i fickorna och sneglar upp på mannen på stegen. Kanske frågar de sig "Vad har de för sig där inne?". Orden "där inne" syftar i det här fallet på politikerna i kommunfullmäktigesalen som ligger strax bortom synfältet för mannen på stegen. | Statygrupp - brons                                      | Norrmalmsgatan 4 (Kommunhusets entré) 62.39504, 17.30911         | Vad har de för sig där inne? |
| Venus från Rätansbyn                          | Curt Thorsjö                               |             | | skulptur - brons                                        | Söder om huvudentrén, Sundsvalls sjukhus 62.40839, 17.30708      |                              |
| Okänd titel                                   | Okänd                                      | 2002        | Takskulptur föreställande en fotboll. | takskulptur                                             | Norrporten Arena 62.39356, 17.30217                              |                              |
| Okänd titel                                   | Aston Forsberg                             |             | Entrégrind och skylt i rostfritt stål | form- och miljögestaltning - rostfritt stål             | Entrén till Folkets hus, Fabriksgatan 22 62.39544, 17.28845      |                              |
| Okänd titel                                   | Monika Gora                                | 1998        | | rondellgestaltning - björkdunge, gräs, färgad belysning | IP-rondellen vid Norrporten Arena 62.39331, 17.30268             | Fler bilder                  |
| Adepterna                                     | Anders Berglund Gunnar Nygren              | 1987        | | skulptur                                                | Västermalmsskolan 62.39455, 17.27848                             |                              |
| Bureplatsen                                   | Hans Peterson Mats Olofgörs Jonas Berglund | 2004        | bågformad mur som omsluter det öppna landskapet i vilket en sluttande oval skiva står. | landskapskonstverk - betong                             | Bureplatsen 62.40199, 17.28607                                   |                              |

### Skönsberg
| Titel         | Konstnär(er)          | Årtal | Beskrivning                                                                  | Typ - material                                            | Plats Koordinater                                                       | Bild        |
| ------------- | --------------------- | ----- | ---------------------------------------------------------------------------- | --------------------------------------------------------- | ----------------------------------------------------------------------- | ----------- |
| Silva         | Emil Näsvall          | 1966  |                                                                              | skulpturgrupp - brons                                     | Skönsbergsvägen 42 62.39976, 17.34327                                   | Fler bilder |
| Spiral reflex | Arne Jones            | 1960  | 14 meter hög skulptur av aluminiumplåt i matta svarta och ljusa blanka ytor. | skulptur - aluminium                                      | Ivar Nordlanders plats i Skönsbergs centrum 62.40104, 17.34137          | Fler bilder |
| Okänd titel   | Lillemor Pettersson   | 1998  |                                                                              | rondellgestaltning - tegel, skiffer och belysningsarmatur | rondellen i korsningen Skönsbergsvägen/Medborgargatan 62.4008, 17.34233 |             |
| Okänd titel   | Lars Widenfalk        | 1998  | Sittande hund i granit                                                       | skulptur - granit                                         | Hellbergsgårdens äldreboende, Hellbergsgatan 1 62.39757, 17.34583       |             |
| Okänd titel   | Lars Widenfalk        | 1998  | Fågelbad?                                                                    | skulptur - granit                                         | Hellbergsgårdens äldreboende, Hellbergsgatan 1 62.39695, 17.34586       |             |
| Okänd titel   | Lars Widenfalk        | 1998  | Rött hjärta                                                                  | skulptur - granit                                         | Hellbergsgårdens äldreboende, Hellbergsgatan 1 62.39694, 17.34577       |             |
| Okänd titel   | Erik "Elmo" Lindström | 2012  |                                                                              | fasadmålning - färg                                       | Medborgargatan 29 62.40118, 17.33762                                    |             |

### Skönsmon
| Titel       | Konstnär(er)   | Årtal | Beskrivning                               | Typ - material       | Plats Koordinater                                             | Bild |
| ----------- | -------------- | ----- | ----------------------------------------- | -------------------- | ------------------------------------------------------------- | ---- |
| Farkost     | Anders Boqvist | 1990  |                                           | skulptur - hårdplast | Pastorsgatan 9 (Skönsmons förskola) 62.37944, 17.35083        |      |
| Okänd titel | Okänd          |       | Totalstation på en tripod, i jätteformat. | staty - trä          | Norrlands Mätartjänst, Björneborgsgatan 54 62.38176, 17.34172 |      |

### Skönsmons industriområde
| Titel           | Konstnär(er)             | Årtal | Beskrivning                                                                          | Typ - material                  | Plats Koordinater                                              | Bild        |
| --------------- | ------------------------ | ----- | ------------------------------------------------------------------------------------ | ------------------------------- | -------------------------------------------------------------- | ----------- |
| Lokattsundsvall | Camilla Bergman-Skoglund | 2002  | Mark- och muranläggning med växter, bronsskultpturer i form av krukor och en lokatt. | skulptur och blommurnor - brons | Sundsvalls centralstation, Landsvägsallén 6 62.38734, 17.31539 | Fler bilder |

### Stenstan
| Titel                                             | Konstnär(er)          | Årtal   | Beskrivning | Typ - material                     | Plats Koordinater                                           | Bild        |
| ------------------------------------------------- | --------------------- | ------- | --- | ---------------------------------- | ----------------------------------------------------------- | ----------- |
| Bronsgaller                                       | Axel Wallenberg       | 1960    | galler i brons | galler - brons                     | Varvsgränd 6 62.4083, 17.3069                               |             |
| Byggnation                                        | Helge Johansson       | 1955    | Fasadkonstverk i järnsmide längs högra sidan av byggnadens norra fasad föreställande människor som bygger. | fasadverk - smidesjärn             | Landsvägsallén 4 62.38771, 17.31426                         | Fler bilder |
| Cu circulus                                       | Åke Lagerborg         | 1966    | Cirkulära hål i kvadratiska plåtar av koppar och aluminium uppsatta i horisontell linje mellan plan 3 och 4 på husets södra fasad. | fasadverk - koppar och aluminium   | Storgatan 30 62.39133, 17.30612                             |             |
| Det tysta blocket Även känd som: Bord             | Bård Breivik          | 1986    | | skulptur - diabas                  | Esplanaden vid Sveateatern 62.38936, 17.30774               |             |
| Dialog                                            | Christian Partos      | 1996    | Siluetter av två människoansikten som har en dialog med varandra efterhand som skulpturen roterar. | fontänskulptur - brons             | Stadshusparken vid Sundsvalls stadshus 62.38987, 17.30636   | Fler bilder |
| Folkvimmel                                        | Nils Wedel            | 1955    | 8x3 meter stor mosaikmålning gjord av 150 000 bitar av emalj (smalto) och marmor. | mosaik - emalj (smalto) och marmor | Köpmangatan 19 62.38917, 17.30331                           | Fler bilder |
| Frida                                             | Camilla Bergman       | 2022    | 170 cm hög bronsstaty till minne av Frida Stéenhoff. | staty - brons                      | Esplanaden 19 62.38857, 17.30736                            |             |
| Full rulle                                        | Niklas Göran          | 1961    | Fasadskulptur i järnsmide. | fasadverk/galler - smidesjärn      | Kyrkogatan 11 62.39, 17.31005                               |             |
| Fyndplattor                                       | Lena Pårup            | 1998    | Plattsättning i betong. | plattsättning - betong             | Stora torget 62.39086, 17.30724                             |             |
| Gustav II Adolf                                   | Harald Sörensen-Ringi | 1911    | Bronsstaty över kung Gustav II Adolf med privilegiebrevet i sin vänstra hand blickande österut mot Vängåvan där där staden planerades efter flytten från dess ursprungliga plats vid nuvarande Åkroken. Vid sidan om kungen står en sköld med stadens vapen. | staty - brons                      | Stora torget 62.39079, 17.30684                             | Fler bilder |
| J A Hedberg                                       | Gustav Adolf Hedblom  | 1931    | Porträttbyst i brons över Johan August Hedberg. | byst - brons                       | Hedbergska parken 62.39063, 17.30311                        | Fler bilder |
| Kai Gullmar                                       | Jörgen Nilsson        | 2021    | Bronsstaty till minne av Kai Gullmar. | staty - brons                      | Storgatan 62.39018, 17.31464                                |             |
| Vi bygger                                         | Sven Sahlberg         | 1955    | Entréportarnas glas är graverade av Sahlberg? | fönstergravyr - graverat glas      | Landsvägsallén 4 62.38765, 17.31455                         |             |
| Vägval Även känd som: Ja, nej, vet inte Gränser98 | Jack Grafström        | 1988-89 | tre portaler | aluminium, plåt. emalj             | Hedbergska parken 62.39062, 17.30419                        | Fler bilder |
| Vängåvan                                          | Sofia Gisberg         | 1886    | | fontänskulptur - målad brons       | Vängåvan 62.39053, 17.30937                                 | Fler bilder |
| Okänd titel                                       | Beatrice Hansson      | 2008    | | lekskulptur - rostfritt stål       | Oasen på Esplanaden 62.39127, 17.3087                       |             |
| Okänd titel                                       | Beatrice Hansson      | 2008    | | lekskulptur - rostfritt stål       | Oasen på Esplanaden 62.39148, 17.30883                      |             |
| Okänd titel                                       | Carl Johan Dyfverman  | 1886    | | takskulptur - zink                 | Sundsvallsbankens byggnad, Kyrkogatan 15 62.39008, 17.30914 |             |
| Okänd titel                                       | Carl Johan Dyfverman  | 1889    | Fyra fasadreliefer på ömsesidor om Bankpalatsets huvudentré. Ytterligare två fasadreliefer har funnits ovanför huvudentrén. Dessa togs bort i samband med en ombyggnad i slutet av 1930-talet. | fasadrelief                        | Sundsvallsbankens byggnad, Kyrkogatan 15 62.39008, 17.30914 |             |
| Okänd titel                                       | Carl Johan Dyfverman  | 1891    | Justitia, stadsmakten och ordningsmakten. Justitia iförd lagerkrans. På hennes högra sida sitter stadskonstnären representerande stadens styre. På hennes vänstra sida sitter ordningsvakten representerandes stadens polisväsende. Skulpturen finns i två exemplar på taket, en på stadshusets framsid och en på dess baksida. Konstverket utgör två av stadshusets fyra takskulpturer, de andra är Dansen, musiken och poesin.                                                                                                | takskulptur - zink                 | Sundsvall stadshus vid Stora torget 62.39036, 17.30673      | Fler bilder |
| Okänd titel                                       | Carl Johan Dyfverman  | 1891    | Dansen, musiken och poesin. I mitten står en dansare med blomsterkrans i håret. På hennes högra sida sitter en spelman med en fiol. På hennes vänstra sida sitter en poet med en lyra och ett band med posei i knät. De tre figurerna representerar stadshusets andra funktion som hotell- och nöjesanläggning. Skulpturen finns i två exemplar på taket, en på stadshusets framsid och en på dess baksida. Konstverket utgör två av stadshusets fyra takskulpturer, den andra två är Justitia, stadsmakten och ordningsmakten. | takskulptur - zink                 | Sundsvall stadshus vid Stora torget 62.39039, 17.30647      | Fler bilder |

### Södermalm
| Titel                                | Konstnär(er)       | Årtal | Beskrivning                                                                                | Typ - material                                  | Plats Koordinater                                        | Bild |
| ------------------------------------ | ------------------ | ----- | ------------------------------------------------------------------------------------------ | ----------------------------------------------- | -------------------------------------------------------- | ---- |
| Jimmy's Luminous Animals             | Monika Gora        | 1998  | Fyra ljusgrönt målade djurformer i båtplast med belysning inuti så att de lyser om natten. | skulpturgrupp - infärgad båtplast och belysning | Södermalms skola, Nygatan 12 62.38394, 17.30382          |      |
| Skog, Fors, Hem, Stad                | Harald Fredriksson | 1957  |                                                                                            | fasadverk - mosaik                              | Södermalms skola, Nygatan 12 62.3836, 17.3055            |      |
| Still-life Även känd som: Still life | Jörgen Nilsson     | 1999  |                                                                                            | fontänskulptur - brons                          | Höglundaskolan, Parkgatan 17 62.38268, 17.31065          |      |
| Okänd titel                          | Lars Widenfalk     | 1997  |                                                                                            | fontänskulptur - granit                         | Allégårdens äldreboende, Bergsgatan 43 62.3864, 17.29843 |      |

### Västermalm
| Titel                 | Konstnär(er)           | Årtal   | Beskrivning | Typ - material                                        | Plats Koordinater | Bild        |
| --------------------- | ---------------------- | ------- | --- | ----------------------------------------------------- | --- | ----------- |
| All vår början        | Jonas Fröding          | 1953    | Statyer i brons över en pojke och en flicka, på väg till skolan.                                                           | staty - brons                                         | Gustav Adolfsskolan, Södra järnvägsgatan 39 62.38871, 17.29806                                                           | Fler bilder |
| Bitar ur ett landskap | Iwo Myrin              | 2005    | Ett landskap av gjutna objekt i brons på en kvadratisk sockel av betong.                                                   | skulpturgrupp - betong och brons                      | Mittuniversitetet, baksidan av Hus S (Vörthuset) 62.39359, 17.28203                                                      | Fler bilder |
| En plats              | Mats Caldeborg         | 1997    | | skulptural gestaltning - trä och granit               | Mittuniversitetet, intill Selångersån mellan hus L och M 62.39389, 17.285                                                | Fler bilder |
| Flicka i kort-kort    | Astri Bergman-Taube    | 1967    | Staty i brons över en flicka i kjol.                                                                                       | staty - brons                                         | Vid entrén till Kyrkans hus (Floragatan 4) 62.39111, 17.29833                                                            |             |
| Justitia              | Bror Hjorth            | 1952-54 | | fasadskulptur - förgylld brons                        | Hovrätten, Södra Tjärngatan 2 62.39132, 17.29435                                                                         | Fler bilder |
| Laxtrappan            | Gudrun Aldh-Mauritzson | 1971    | | fontän - betong                                       | Storgatan 44/Ågatan 62.39208, 17.29905                                                                                   | Fler bilder |
| Lovsång till Herren   | Thorwald Alef          | 1953    | Vita änglar som sjunger och musicerar över kyrkans entréport och välkomnar besökare att stiga in och vara med i lovsången. | staty - granit                                        | Gustaf Adolfskyrkan, Rådhusgatan 36 62.39125, 17.29953                                                                   | Fler bilder |
| Monolog ur Scenbild   | Tommy Widing           | 1977    | | skulpturgrupp - eloxerad aluminium, placerad i vatten | Folkets park (innegården), Fabriksgatan 22 62.39627, 17.28906                                                            |             |
| Omhändertagen         | Aston Forsberg         | 1978    | | skulptur - brons                                      | Invid gångvägen från Storgatan upp till Bünsowska tjärnen mellan Polishuset och Sundsvalls tingsrätt. 62.39197, 17.29496 |             |
| Okänd titel           | Okänd                  |         | Krucifix över kyrkans sidoport.                                                                                            | trä                                                   | Gustaf Adolfskyrkan, Rådhusgatan 36 62.39125, 17.29953                                                                   |             |

## Offentlig konst inomhus
Konstverk som finns inomhus i offentliga lokaler/utrymmen.

### Länssjukhuset Sundsvall-Härnösand
| Titel                  | Konstnär(er)     | Årtal | Beskrivning                                                                               | Typ - material                                                                                                  | Stadsdel/ort | Plats Koordinater | Bild                                                             |
| ---------------------- | ---------------- | ----- | ----------------------------------------------------------------------------------------- | --- | ------------ | --- | ---------------------------------------------------------------- |
| Myrgångar              | Per Johansson    |       |                                                                                           | |              | (inomhus) koordinater saknas | Det är troligen inte ok att ladda upp en bild av detta konstverk |
| Osedd värld 1          | Gunnel Oldenmark | 1981  |                                                                                           | Målning |              | (inomhus) koordinater saknas | Det är troligen inte ok att ladda upp en bild av detta konstverk |
| Rosa fredag            | Janne Björkman   | 2013  |                                                                                           | Mönstersiluett av sjukhusets fasad som blästrats i glas. Glaset belyses via ledslingor i en färg för varje dag. |              | Centralreceptionen (inomhus) koordinater saknas                                                                                  | Det är troligen inte ok att ladda upp en bild av detta konstverk |
| Ska skogens källa sina | Atti Johansson   | 1975  | 180 meter lång bildberättelse längs väggen med ett antal målningar som handlar om skogen. | |              | Sjukhusets entréplan (inomhus) koordinater saknas                                                                                | Det är troligen inte ok att ladda upp en bild av detta konstverk |
| Tre rosor              | Arne Jones       | 1963  |                                                                                           | |              | På väggen vid Centralreceptionen, Länssjukhuset Sundsvall-Härnösand (inomhus) 62.4083, 17.3064                                   | Det är troligen inte ok att ladda upp en bild av detta konstverk |
| Träd-Himmel-Hav I      | Åke Lagerborg    | 1976  |                                                                                           | |              | Länssjukhuset Sundsvall-Härnösand (inomhus) koordinater saknas                                                                   | Det är troligen inte ok att ladda upp en bild av detta konstverk |
| Okänd titel            | Hans-Eric Öberg  | 1983  |                                                                                           | akrylmålning | Stenstan     | Länssjukhuset Sundsvall-Härnösand (inomhus) koordinater saknas                                                                   | Det är troligen inte ok att ladda upp en bild av detta konstverk |
| Narren                 | Bror Marklund    |       |                                                                                           | skulptur - brons                                                                                                |              | På väggen i huvudentréns hall (var tidigare placerad utanför entrén på fasaden), Sundsvalls sjukhus (inomhus) 62.40831, 17.30642 | Det är troligen inte ok att ladda upp en bild av detta konstverk |

### Mittuniversitetet
| Titel                       | Konstnär(er)      | Årtal      | Beskrivning | Typ - material                                                                              | Stadsdel/ort | Plats Koordinater                                                                                           | Bild                                                             |
| --------------------------- | ----------------- | ---------- | --- | ------------------------------------------------------------------------------------------- | ------------ | --- | ---------------------------------------------------------------- |
| Den kritiska punkten        | Måns Wrange       | 1997       | | brons                                                                                       |              | (inomhus) koordinater saknas                                                                                | Det är troligen inte ok att ladda upp en bild av detta konstverk |
| Den oavslutade boken        | Måns Wrange       | 1997       | | järn, glas, papper, trä                                                                     |              | (inomhus) koordinater saknas                                                                                | Det är troligen inte ok att ladda upp en bild av detta konstverk |
| Det stulna biblioteket      | Måns Wrange       | 1997       | | skinn, glas, trä                                                                            |              | (inomhus) koordinater saknas                                                                                | Det är troligen inte ok att ladda upp en bild av detta konstverk |
| Evolution                   | Åsa Herrgård      | 1997       | | brons och sten                                                                              |              | (inomhus) koordinater saknas                                                                                | Det är troligen inte ok att ladda upp en bild av detta konstverk |
| I wasn't born to follow     | Trinidad Carrillo | 2009       | | fotografi - silikonmonterat foto på 6 mm optiwhiteglas                                      |              | R-husets entré (inomhus) koordinater saknas                                                                 | Det är troligen inte ok att ladda upp en bild av detta konstverk |
| Skulptur under trappe       | Karen Bennicke    | 1997       | | gjutjärn                                                                                    |              | (inomhus) koordinater saknas                                                                                | Det är troligen inte ok att ladda upp en bild av detta konstverk |
| Skulpturby                  | Karen Bennicke    | 1997       | | stengods, gjutjärn och järn                                                                 |              | (inomhus) koordinater saknas                                                                                | Det är troligen inte ok att ladda upp en bild av detta konstverk |
| Snigelns väg                | Mårten Medbo      | 2005       | 24 inkapslade bollar i klarglas i olika former, några försedda med diodbelysning.                                                                        | klart och opakt blåst glas med diodljus                                                     |              | J-husets entré (Stenhuset) (inomhus) koordinater saknas                                                     | Det är troligen inte ok att ladda upp en bild av detta konstverk |
| Kommunikatoren              | Karen Bennicke    | 1997       | | aluminium och järn                                                                          |              | Mittuniversitetet (inomhus) koordinater saknas                                                              | Det är troligen inte ok att ladda upp en bild av detta konstverk |
| Språkforskning i fyra delar | Anna Gerdén       | 1997       | en bild med två händer formandes ett H på teckenspråk, en fris av handslag längs ena väggen. Handslagen är stadiga men tvetydiga och kan lika gärna vara | foton och reliefer - datorbehandlade fotografier samt reliefer i trä och lackerad aluminium |              | Mittuniversitetet, passagen mellan Hus L (Bryggeriet) och Hus M (Humlegården). (inomhus) 62.39399, 17.28452 | Det är troligen inte ok att ladda upp en bild av detta konstverk |
| Vid lampan                  | Greta Knutson     | 1940-talet | | målning - olja på duk 115x117 cm                                                            | Åkroken      | Mittuniversitetets bibliotek (inomhus) koordinater saknas                                                   | Det är troligen inte ok att ladda upp en bild av detta konstverk |
| Okänd titel                 | Birgitta Muhr     | 1998       | |                                                                                             |              | Mittuniversitetet (inomhus) koordinater saknas                                                              | Det är troligen inte ok att ladda upp en bild av detta konstverk |

### Andra platser inomhus
| Titel                          | Konstnär(er)              | Årtal | Beskrivning                                                                                              | Typ - material                                                                 | Stadsdel/ort | Plats Koordinater                                                   | Bild                                                             |
| ------------------------------ | ------------------------- | ----- | --- | ------------------------------------------------------------------------------ | ------------ | ------------------------------------------------------------------- | ---------------------------------------------------------------- |
| Av regnbågen blir molnen glada | Ulrika Lönnå              | 1976  | | vävnad                                                                         |              | Norrporten i Sundsvall AB (inomhus) koordinater saknas              | Det är troligen inte ok att ladda upp en bild av detta konstverk |
| Beslöjad sol                   | Ulrika Lönnå              | 1975  | |                                                                                |              | (inomhus) koordinater saknas                                        | Det är troligen inte ok att ladda upp en bild av detta konstverk |
| Den unge ishockeyspelaren I    | John-Erik Franzén         | 1982  | | oljemålning                                                                    |              | (inomhus) koordinater saknas                                        | Det är troligen inte ok att ladda upp en bild av detta konstverk |
| I skogslän                     | Atti Johansson            | 1979  | |                                                                                |              | (inomhus) koordinater saknas                                        | Det är troligen inte ok att ladda upp en bild av detta konstverk |
| Klockspelsskulptur             | Per Olof Ultvedt          | 1990  | | klockspel i målat trä, terrazzogolv, målat järnstaket och infärgade glaslinjer |              | (inomhus) koordinater saknas                                        | Det är troligen inte ok att ladda upp en bild av detta konstverk |
| Källan och vattenvägarna       | Olle Ericson              | 1979  | | relief                                                                         |              | (inomhus) koordinater saknas                                        | Det är troligen inte ok att ladda upp en bild av detta konstverk |
| Morgonens ljus                 | Gunnel Oldenmark          | 1984  | | bildväv - väv                                                                  | Granloholm   | Granloholmsskolan (inomhus) koordinater saknas                      | Det är troligen inte ok att ladda upp en bild av detta konstverk |
| Rara avis                      | Jan Manker Kerstin Manker | 1986  | Huvudridån i Tonhallens konsertsal (700x1700)                                                            | tyg                                                                            | Norrmalm     | Tonhallen (inomhus) koordinater saknas                              | Det är troligen inte ok att ladda upp en bild av detta konstverk |
| Roliga radiorör                | Ulla Forsell              | 1984  | | Glas, järnstavar, neon                                                         |              | (inomhus) koordinater saknas                                        | Det är troligen inte ok att ladda upp en bild av detta konstverk |
| Tänka - Flyga - Vila - Vara    | Anna Brag                 | 2007  | Elva bilder i glasmosaik på Hagaskolans väggar och entréområden.                                         | Väggmosaik - glasmosaik                                                        | Haga         | Hagaskolan (inomhus) koordinater saknas                             | Det är troligen inte ok att ladda upp en bild av detta konstverk |
| Under                          | Annasofia Mååg            | 2009  | Väggkonst i lokalerna för Sundsvalls tingsrätt, Hyresnämnden, Rättshjälpsmyndigheten och i tingssalarna. | väggkonst - keramik                                                            | Västermalm   | Rättscentrum (inomhus) koordinater saknas                           | Det är troligen inte ok att ladda upp en bild av detta konstverk |
| Virvlande vatten               | Lage Lindell              | 1955  | | mosaik i stengods                                                              |              | (inomhus) koordinater saknas                                        | Det är troligen inte ok att ladda upp en bild av detta konstverk |
| Okänd titel                    | Erland Melanton           | 1964  | | keramisk relief                                                                |              | (inomhus) koordinater saknas                                        | Det är troligen inte ok att ladda upp en bild av detta konstverk |
| Okänd titel                    | Hans-Eric Öberg           | 1984  | | akrylmålning                                                                   | Stenstan     | Televerkets radiokontor, Esplanaden 10 (inomhus) koordinater saknas | Det är troligen inte ok att ladda upp en bild av detta konstverk |
| Okänd titel                    | Hans-Eric Öberg           | 1990  | | akrylmålning                                                                   |              | Bolagsverket (1990 PRV:s bolagsbyrå) (inomhus) koordinater saknas   | Det är troligen inte ok att ladda upp en bild av detta konstverk |
| Okänd titel                    | Aston Forsberg            | 1980  | |                                                                                |              | (inomhus) koordinater saknas                                        | Det är troligen inte ok att ladda upp en bild av detta konstverk |
| Okänd titel                    | Bo Åke Adamsson           | 1988  | | Skulptur i plåt och rostfritt stål och en oljemålning                          | Norrmalm     | Engelska skolan (Västhagen ) (inomhus) koordinater saknas           | Det är troligen inte ok att ladda upp en bild av detta konstverk |
| Okänd titel                    | Sara Nyberg               | 1979  | |                                                                                |              | (inomhus) koordinater saknas                                        | Det är troligen inte ok att ladda upp en bild av detta konstverk |
| Okänd titel                    | Palle Pernevi             | 1954  | | relief - tegel                                                                 |              | (inomhus) koordinater saknas                                        | Det är troligen inte ok att ladda upp en bild av detta konstverk |
| Okänd titel                    | Arne Sjöberg              | 1976  | | Trä                                                                            |              | Norrporten i Sundsvall AB (inomhus) koordinater saknas              | Det är troligen inte ok att ladda upp en bild av detta konstverk |
| Okänd titel                    | Birgitta Muhr             | 2000  | Skulptur i entrén.                                                                                       |                                                                                |              | Kulturmagasinet (inomhus) koordinater saknas                        | Det är troligen inte ok att ladda upp en bild av detta konstverk |

## Nedmonterad eller saknad offentlig konst
Konstverk som enligt källa har monterats ned eller saknas av oklar anledning och därför inte längre visas i offentlig miljö.
| Titel                                          | Konstnär(er)       | Årtal | Beskrivning | Typ - material                     | Stadsdel/ort | Tidigare plats Koordinater                                                         | Bild                                                             |
| ---------------------------------------------- | ------------------ | ----- | ----------- | ---------------------------------- | ------------ | ---------------------------------------------------------------------------------- | ---------------------------------------------------------------- |
| Försäkran för framtiden                        | Mats Eriksson      | 1979  |             | trä                                |              | koordinater saknas                                                                 |                                                                  |
| Jordeliv                                       | Gunnel Oldenmark   | 1988  | bildväv     | Triptyk - textiltryck              | Åkroken      | Mittuniversitetet koordinater saknas                                               |                                                                  |
| Spegelkällan i historiens relief, Spegelkällan | Mats Eriksson      | 1984  |             | trä                                |              | koordinater saknas                                                                 |                                                                  |
| Vågspel                                        | Karin Bernholm     | 1984  |             | linoleum och marmoleum             |              | koordinater saknas                                                                 |                                                                  |
| Vår - doft av jord                             | Kristina Rindar    | 1979  |             |                                    |              | koordinater saknas                                                                 |                                                                  |
| Okänd titel                                    | Hans-Eric Öberg    | 1975  |             | Emaljmålning - Emalj               |              | Rättscentrum koordinater saknas                                                    |                                                                  |
| Okänd titel                                    | Jan-Eric Ohlzon    | 1979  |             | Emalj, aluminium, trä, sten        |              | koordinater saknas                                                                 |                                                                  |
| Okänd titel                                    | Sigvard Olsson     | 1989  |             | Oljefärgscollage på plexiglasskiva |              | koordinater saknas                                                                 |                                                                  |
| Årstiderna                                     | Margareta Mossberg | 1980  |             | bildvävnad                         |              | Centrala Studiestödsnämnden (flyttat enligt en källa) (inomhus) koordinater saknas | Det är troligen inte ok att ladda upp en bild av detta konstverk |